# Đuôi cụt Schlegel
Đuôi cụt Schlegel, tên khoa học Philepitta schlegeli, là một loài chim trong họ Philepittidae. Chúng là loài đặc hữu của Madagascar.